# Jinniu
Jinniu léase Chin-Niú (en chino:金牛区, pinyin:Jīnniú Qū, lit: El Toro Dorado) es un distrito urbano bajo la administración directa de la Subprovincia de Chengdu, capital provincial de Sichuan. El distrito yace en una llanura con una altitud promedio de 500 m s. n. m., ubicada a 16 km del centro financiero de la ciudad, formando parte de la zona metropolitana de Chengdu. Su área total es de 108 km² y su población proyectada para 2017 fue de 761 000 habitantes, la división más poblada de la ciudad y la más atractiva para el comercio durante 19 años consecutivos.
En la actualidad, el distrito de Jinniu se ha construido en una gran zona económica de Chengdu , con seis industrias principales que incluyen comercio moderno, servicios de información electrónica, industria de tránsito ferroviario, servicios técnicos y de ingeniería, industria farmacéutica moderna y turismo urbano. 
En septiembre de 2018, el "Libro Blanco sobre el desarrollo de los 100 principales distritos de China en 2018" se publicó en Beijing y fue elegido como una de las 100 mejores regiones de China.

## Administración
El distrito de Jinniu se divide en 15 pueblos que se administran en subdistritos.